# Милбанк (Јужна Дакота)
Милбанк (енгл. Milbank) град је у америчкој савезној држави Јужна Дакота.

## Демографија
По попису из 2010. године број становника је 3.353, што је 287 (-7,9%) становника мање него 2000. године.
| Група             | 2000.         | 2010.         |
| Белци             | 3.596 (98,8%) | 3.198 (95,4%) |
| Афроамериканци    | 1 (0,0%)      | 6 (0,2%)      |
| Азијати           | 13 (0,4%)     | 11 (0,3%)     |
| Хиспаноамериканци | 13 (0,4%)     | 106 (3,2%)    |
| Укупно            | 3.640         | 3.353         |